# Gråhuvad busktörnskata
Gråhuvad busktörnskata (Malaconotus blanchoti) är en fågel i familjen busktörnskator inom ordningen tättingar.

## Utseende och läte
Gråhuvad busktörnskata är en stor och kraftig busktörnskata med tjock krokförsedd näbb. Det stora huvudet är grått med en liten ljus fläck framför det lysande gula ögat. Sången är en mörk, utdragen och sorgsam ton som kan avges upp till 50 gånger i följd, tillsammans med andra hårda klickande och raspiga ljud.

## Utbredning och systematik
Gråhuvad busktörnskata delas in i sju underarter med följande utbredning:
- Malaconotus blanchoti blanchoti – Senegal till norra Nigeria och norra Kamerun
- Malaconotus blanchoti catharoxanthus – norra Kamerun till Eritrea, norra Etiopien, Uganda och västra Kenya
- Malaconotus blanchoti interpositus – Angola till västra Zambia
- Malaconotus blanchoti citrinipectus – Namibia (norra Ovamboland till Cuene Valley)
- Malaconotus blanchoti approximans – södra Etiopien till Somalia, Kenya och norra Tanzania
- Malaconotus blanchoti hypopyrrhus – Rwanda till Tanzania, Malawi, Moçambique och nordöstra Sydafrika
- Malaconotus blanchoti extremus – sydöstra Kapprovinsen

Vissa inkluderar citrinipectus i interpositus.

## Levnadssätt
Gråhuvad busktörnskata hittas i torra törnbuskmarker, lövfällande öppna skogar och flodnära skogsområden. Den ses enstaka eller i par, sällan i större grupper. Arten födosöker långsamt och bestämt när den hoppar utmed grenar på jakt efter stora insekter och små ryggradsdjur.

## Status och hot
Arten har ett stort utbredningsområde och en stor population, och tros öka i antal. Utifrån dessa kriterier kategoriserar internationella naturvårdsunionen IUCN arten som livskraftig (LC). Världspopulationen har inte uppskattats men den beskrivs som ovanlig.

## Namn
Fågelns vetenskapliga artnamn hedrar François Michel Émile Blanchot de Verly (1735-1807), överste i franska armén och guvernör i Senegal 1787-1807.

## Bildgalleri

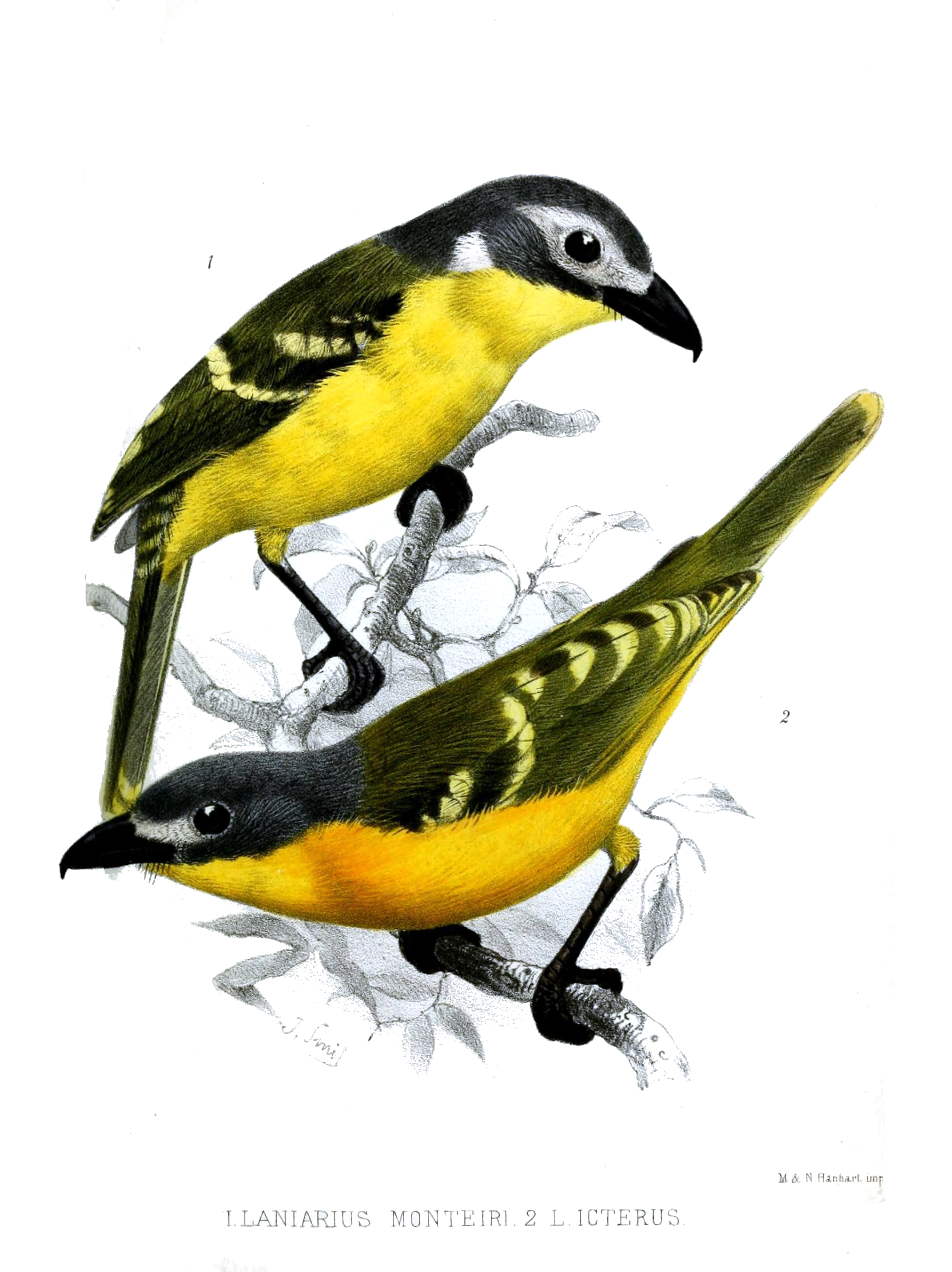
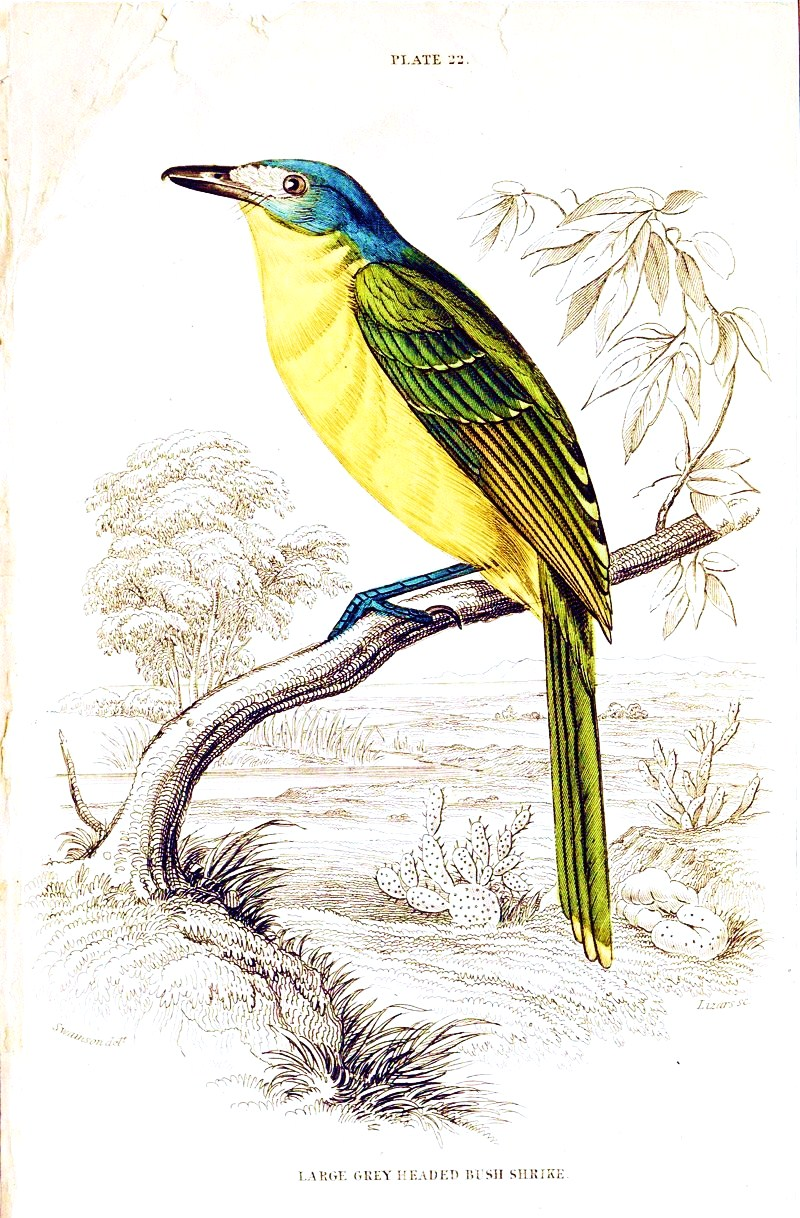
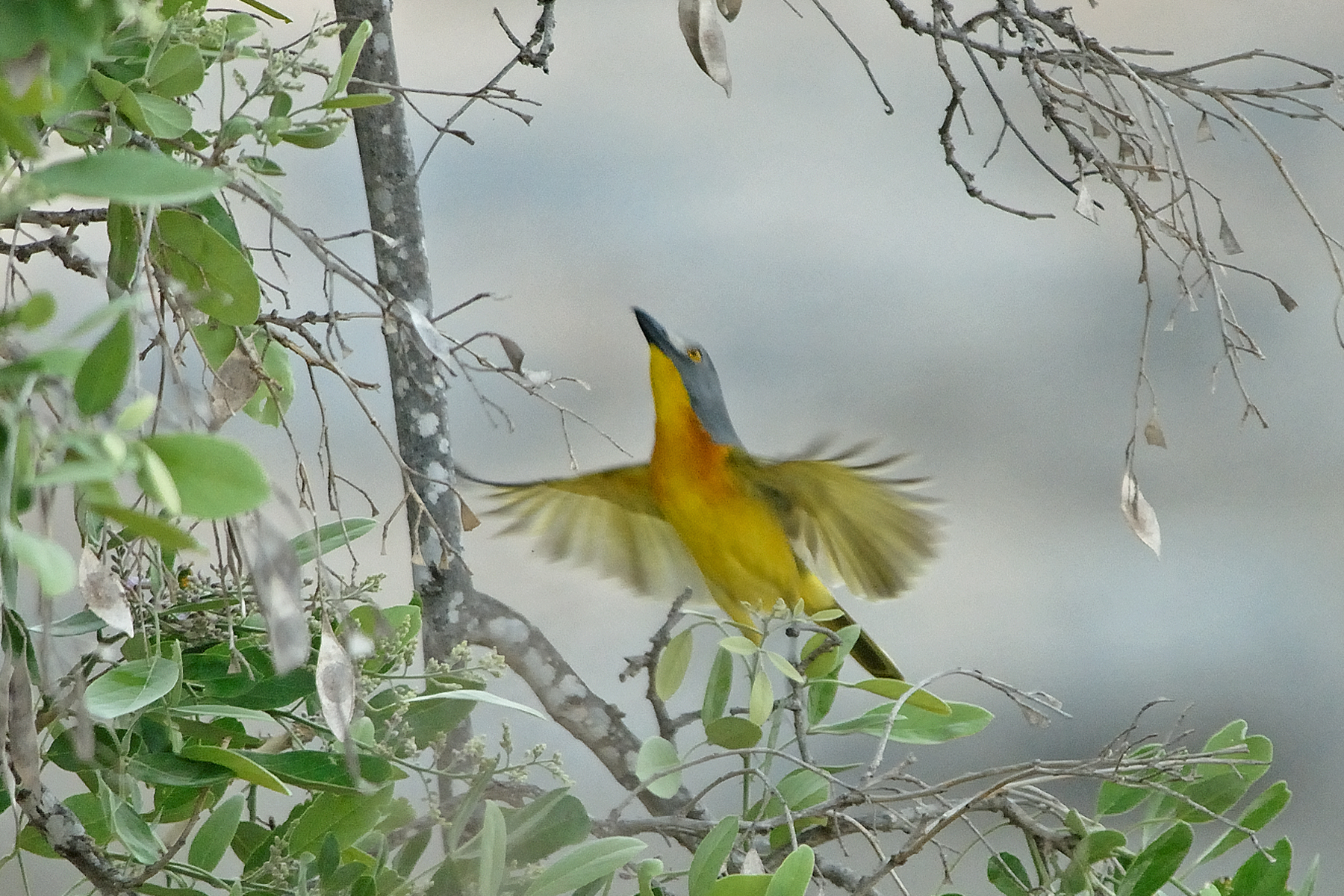